# Bathromelas
Bathromelas é um gênero de mariposa pertencente à família Acrolophidae.